# 新潟県道158号島見豊栄線
新潟県道158号島見豊栄線（にいがたけんどう158ごう しまみとよさかせん）は、新潟県新潟市（北区）内を通る一般県道である。

## 概要
路線名の「豊栄」は、終点付近の旧自治体名（新潟県豊栄市）に由来する。

### 路線データ
- 起点：新潟県新潟市北区島見町字本居1980番1（新潟県道204号島見新発田線・新潟県道398号島見濁川線交点）
- 終点：新潟県新潟市北区太田（新潟県道26号新発田豊栄線・新潟県道46号新潟中央環状線交点）

## 歴史
- 2018年（平成30年）3月16日 - バイパスが新潟県道46号新潟中央環状線（新潟県道55号新潟五泉間瀬線重用）となり、区域解除[1][2]。

## 地理

### 通過する自治体
- 新潟県
  - 新潟市（北区）

### 交差する道路
- 新潟県道204号島見新発田線・新潟県道398号島見濁川線（起点：新潟市北区島見町字本居）
- 国道113号・国道345号（島見町交差点 - 笹山交差点で重複）
- 新潟県道46号新潟中央環状線・新潟県道55号新潟五泉間瀬線（白勢町 - 終点で重複）
- 国道7号（新新バイパス）（豊栄IC交差点）（「「新潟県道46号新潟中央環状線」との重複区間内）
- 新潟県道3号新潟新発田村上線（内島見東交差点）（「「新潟県道46号新潟中央環状線」との重複区間内）
- 新潟県道26号新発田豊栄線（終点：太田交差点）（「「新潟県道46号新潟中央環状線」との重複区間内）

### 沿線
- JR白新線 豊栄駅
- 日本海東北自動車道 豊栄新潟東港インターチェンジ
- 豊栄病院
- 新潟市消防局北消防署
- 新潟市立南浜中学校
- 新潟市立南浜小学校
- 木崎郵便局
- 南浜簡易郵便局
- セイヒョー 本社・新潟工場
- 新潟吉野石膏 本社・工場
- 日軽新潟 本社・工場
- 一正蒲鉾 東港工場
- 道の駅豊栄
- 新潟県立島見緑地
- 島見浜海水浴場
- 新潟東港